# Odisha Football Club 2019-2020
Questa voce raccoglie le informazioni riguardanti il Odisha nelle competizioni ufficiali della stagione 2019-2020.

## Organigramma societario

### Staff tecnico
- Josep Gombau - Allenatore
- Francisco Pérez Caso - Vice allenatore
- Thangboi Singto - Vice allenatore
- Pau Rovira Crua - Allenatore portieri

## Rosa
| N. |                      | Ruolo | Calciatore           |
| -- | -------------------- | ----- | -------------------- |
| 1  | India (bandiera)     | P     | Albino Gomes         |
| 3  | India (bandiera)     | D     | Mohammad Sajid Dhot  |
| 4  | India (bandiera)     | D     | Gaurav Bora          |
| 5  | Senegal (bandiera)   | C     | Diawandou Diagne     |
| 6  | India (bandiera)     | C     | Bikramjit Singh      |
| 8  | Spagna (bandiera)    | C     | Marcos Tébar         |
| 9  | Spagna (bandiera)    | A     | Aridane Santana      |
| 10 | Spagna (bandiera)    | A     | Xisco Hernández      |
| 11 | Argentina (bandiera) | C     | Martín Pérez Guedes  |
| 13 | Spagna (bandiera)    | P     | Francisco Dorronsoro |
| 14 | India (bandiera)     | A     | Daniel Lalhlimpuia   |
| 15 | India (bandiera)     | C     | Shubham Sarangi      |
| 16 | India (bandiera)     | C     | Vinit Rai            |

| N. |                   | Ruolo | Calciatore                  |
| -- | ----------------- | ----- | --------------------------- |
| 17 | India (bandiera)  | C     | Jerry Mawihmingthanga       |
| 19 | India (bandiera)  | C     | Romeo Fernandes             |
| 21 | India (bandiera)  | D     | Narayan Das                 |
| 22 | India (bandiera)  | C     | Nandha Kumar Sekar          |
| 23 | Spagna (bandiera) | D     | Carlos Delgado              |
| 26 | India (bandiera)  | D     | Rana Gharami                |
| 27 | India (bandiera)  | D     | Fanai Lalchhuanmawia        |
| 30 | India (bandiera)  | P     | Ankit Bhuyan                |
| 31 | India (bandiera)  | P     | Arshdeep Singh              |
| 33 | India (bandiera)  | D     | Amit Tudu                   |
| 41 | India (bandiera)  | A     | Seiminmang Manchong         |
| 44 | India (bandiera)  | C     | Lalhrezuala Sailung         |
| 45 | India (bandiera)  | C     | Van Lal Remtluanga Chhangte |

## Calciomercato
| Acquisti | Acquisti                    | Acquisti       | Acquisti   |
| R.       | Nome                        | da             | Modalità   |
| -------- | --------------------------- | -------------- | ---------- |
| P        | Albino Gomes                | Delhi Dynamos  | Definitivo |
| P        | Francisco Dorronsoro        | Lorca          | Svincolato |
| P        | Ankit Bhuyan                |                |            |
| P        | Arshdeep Singh              | Minerva Punjab | Definitivo |
| D        | Mohammad Sajid Dhot         | Delhi Dynamos  | Definitivo |
| D        | Gaurav Bora                 | Pune City      | Definitivo |
| D        | Narayan Das                 | Delhi Dynamos  | Definitivo |
| D        | Carlos Delgado              | Delhi Dynamos  | Definitivo |
| D        | Rana Gharami                | Delhi Dynamos  | Definitivo |
| D        | Fanai Lalchhuanmawia        | Pune City      | Definitivo |
| D        | Amit Tudu                   | Delhi Dynamos  | Definitivo |
| C        | Diawandou Diagne            | Eupen          | Definitivo |
| C        | Bikramjit Singh             | Delhi Dynamos  | Definitivo |
| C        | Marcos Tébar                | Delhi Dynamos  | Definitivo |
| C        | Martín Pérez Guedes         | Racing Club    | Definitivo |
| C        | Shubham Sarangi             | Delhi Dynamos  | Definitivo |
| C        | Vinit Rai                   | Delhi Dynamos  | Definitivo |
| C        | Jerry Mawihmingthanga       | Jamshedpur     | Definitivo |
| C        | Romeo Fernandes             | Delhi Dynamos  | Definitivo |
| C        | Nandha Kumar Sekar          | Delhi Dynamos  | Definitivo |
| C        | Lalhrezuala Sailung         |                |            |
| C        | Van Lal Remtluanga Chhangte |                |            |
| A        | Aridane Santana             | Leonesa        | Prestito   |
| A        | Xisco Hernández             | Bengaluru      | Definitivo |
| A        | Daniel Lalhlimpuia          | Delhi Dynamos  | Definitivo |
| A        | Seiminmang Manchong         | Delhi Dynamos  | Definitivo |

| Cessioni | Cessioni | Cessioni | Cessioni |
| R.       | Nome     | a        | Modalità |
| -------- | -------- | -------- | -------- |

### Mercato invernale
| Acquisti | Acquisti    | Acquisti  | Acquisti |
| R.       | Nome        | da        | Modalità |
| -------- | ----------- | --------- | -------- |
| A        | Manuel Onwu | Bengaluru | Prestito |

| Cessioni | Cessioni        | Cessioni | Cessioni      |
| R.       | Nome            | a        | Modalità      |
| -------- | --------------- | -------- | ------------- |
| A        | Aridane Santana | Leonesa  | Fine prestito |

## Risultati

### Indian Super League
| Arbitro: | A. Rowan |

|                                           |           |                     |
| Rana Gharami 16’ (A.g.) Sergio Castel 85’ | Marcatori | 40’ Aridane Santana |

| Arbitro: | R. Bakshi |

|                                  |           |                     |
| Redeem Tlang 2’ Asamoah Gyan 84’ | Marcatori | 71’ Xisco Hernández |

| Arbitro: | A. Rowan |

|                                                            |           |                                                                       |
| Mohamed Larbi 51’ (Rig.) Francisco Dorronsoro 90+5’ (A.g.) | Marcatori | 6’ Xisco Hernández 21’, 72’ Aridane Santana 40’ Jerry Mawihmingthanga |

| Kochi 8 novembre 2019, ore 19:00 UTC+5:30 4ª giornata | Kerala Blasters | 0 – 0 referto | Odisha | Jawaharlal Nehru Stadium (Kochi) (20 107 spett.)\| Arbitro: \| C. Srikrishna \| |
| Arbitro:                                              | C. Srikrishna   |               |        |                                                                                 |

| Nuova Delhi 24 novembre 2019, ore 19:00 UTC+5:30 5ª giornata | Odisha     | 0 – 0 referto | ATK | Jawaharlal Nehru Stadium\| Arbitro: \| Crystal J. \| |
| Arbitro:                                                     | Crystal J. |               |     |                                                      |

| Arbitro: | Bora U. |

|                          |           |                                         |
| Nerijus Valskis 51’, 71’ | Marcatori | 54’ Xisco Hernández 82’ Aridane Santana |

| Arbitro: | Crystal J. |

|  |           |            |
|  | Marcatori | 36’ Juanan |

| Arbitro: | Al Khudair T. |

|                                                                       |           |                                 |
| Carlos Delgado 27’ Xisco Hernández 41’ Martín Pérez Guedes 71’ (Rig.) | Marcatori | 65’ (Rig.) Bobô 89’ Rohit Kumar |

| Arbitro: | Meitei A. |

|                                                        |           |  |
| Ferran Corominas 19’, 90’ (Rig.) Brandon Fernandes 85’ | Marcatori |  |

| Arbitro: | Bakshi R. |

|                            |           |                               |
| Aridane Santana 28’, 45+1’ | Marcatori | 38’ (Rig.) Aitor Monroy Rueda |

| Arbitro: | Saha R. |

|                                         |           |  |
| Jerry Mawihmingthanga 37’ Vinit Rai 41’ | Marcatori |  |

| Arbitro: | Srikrishna C. |

|                                         |           |  |
| Aridane Santana 47’ Xisco Hernández 75’ | Marcatori |  |

| Arbitro: | Ramachandra V. |

|               |           |                                   |
| Marcelinho 1’ | Marcatori | 15’, 45+4’ (Rig.) Aridane Santana |

| Arbitro: | Kasymov S. |

|                                                            |           |  |
| Deshorn Brown 24’ Rahul Bheke 26’ Sunil Chhetri 61’ (Rig.) | Marcatori |  |

| Arbitro: | Banerjee P. |

|                      |           |                                                                     |
| Manuel Onwu 59’, 65’ | Marcatori | 22’ (A.g.) Vinit Rai 24’, 27’ Jackichand Singh 90’ Ferran Corominas |

| Arbitro: | Meetei A. |

|                           |           |                 |
| Roy Krishna 49’, 60’, 63’ | Marcatori | 67’ Manuel Onwu |

| Arbitro: | Aljaafari M. T |

|                                         |           |                   |
| Manuel Onwu 47’ Martín Pérez Guedes 72’ | Marcatori | 24’ Martín Cháves |

| Arbitro: | Nagvenkar T. |

|                                                         |           |                                                                               |
| Manuel Onwu 1’, 36’, 51’ Martín Pérez Guedes 44’ (Rig.) | Marcatori | 6’ (A.g.) Narayan Das 28’ Raphaël Bouli 82’ (Rig.), Rig.’ Bartholomew Ogbeche |

### Andamento in campionato
| Giornata  | 1 | 2 | 3 | 4 | 5 | 6 | 7 | 8 | 9 | 10 | 11 | 12 | 13 | 14 | 15 | 16 | 17 | 18 |
| --------- | - | - | - | - | - | - | - | - | - | -- | -- | -- | -- | -- | -- | -- | -- | -- |
| Luogo     | T | T | T | T | C | T | C | C | T | C  | C  | C  | T  | T  | C  | T  | C  | C  |
| Risultato | P | P | V | N | N | N | P | V | P | V  | V  | V  | V  | P  | P  | P  | V  | N  |
| Posizione | 9 | 9 | 6 | 6 | 6 | 6 | 7 | 7 | 7 | 6  | 5  | 4  | 4  | 6  | 6  | 6  | 6  | 6  |

Legenda:

Luogo: C = Casa; T = Trasferta. Risultato: V = Vittoria; N = Pareggio; P = Sconfitta.